# Cusy
Cusy is een gemeente in het Franse departement Haute-Savoie (regio Auvergne-Rhône-Alpes). De plaats maakt deel uit van het arrondissement Annecy. Cusy telde op 1 januari 2022 1.855 inwoners.

## Geografie
De oppervlakte van Cusy bedroeg op 1 januari 2022 17,43 vierkante kilometer; de bevolkingsdichtheid was toen 106,4 inwoners per km².

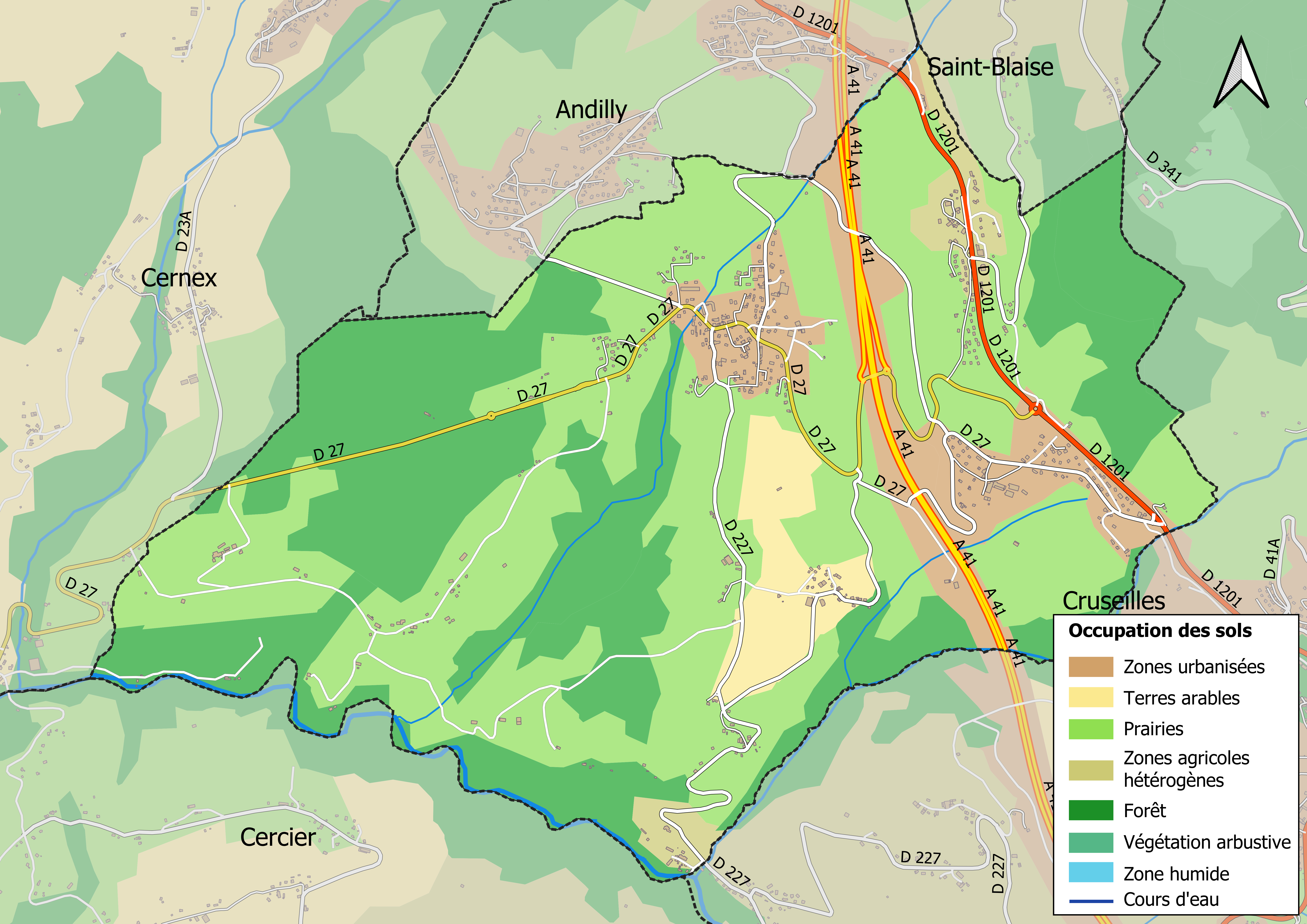
Kaart van de gemeente met de belangrijkste infrastructuur, bodemgebruik en omliggende gemeenten

## Demografie
Onderstaande figuur toont het verloop van het inwonertal (bron: INSEE-tellingen).